# Laterense
Laterense (en llatí Laterensis) era el nom d'una família romana plebea de la gens Juvència. Un escoliasta de Ciceró els qualifica erròniament de patricis.
Els personatges més destacats de la família foren:
- Marc Juvenci Laterense, pretor el 51 aC.
- Luci Juvenci Laterense llegat i pretor rebel a la Hispània Citerior (49 aC)